# Championnat de Grèce de football 1973-1974
Navigation
Saison précédente Saison suivante
La saison 1973-1974 du Championnat de Grèce de football était la 26e édition de la première division grecque.
C'est l'APOEL Nicosie, champion de Chypre 1972-1973 qui participe cette saison à l'Alpha Ethniki, à la suite de la relégation sportive de l'Omonia Nicosie la saison précédente. Sans le savoir, ce sera le dernier club chypriote à prendre part au championnat grec puisqu'à la suite des incidents politiques survenus à Chypre en 1974, le système de promotion du club champion sera abandonné à la fin de la saison 1973-1974, alors que pour la première fois, un club chypriote avait réussi à se maintenir sportivement au sein de l'élite grecque !
Lors de cette saison, l'Olympiakos a tenté de conserver son titre de champion de Grèce face aux dix-sept meilleurs clubs grecs et chypriote lors d'une série de matchs se déroulant sur toute l'année. Les dix-huit clubs participants au championnat ont été confrontés à deux reprises aux dix-sept autres.
À l'issue de la saison, l'Olympiakos termine de nouveau en tête du championnat et obtient ainsi son 19e titre de champion de Grèce.

## Qualifications en Coupe d'Europe
À l'issue de la saison, le club champion se qualifie pour la Coupe d'Europe des clubs champions 1974-75. Le vainqueur de la Coupe de Grèce est quant à lui qualifié pour la Coupe d'Europe des vainqueurs de coupe 1974-75. Enfin, les clubs classés 2e et 3e à l'issue de la saison se qualifient pour la Coupe UEFA 1974-1975 (Si le vainqueur de la Coupe finit à une de ces deux places, c'est le club classé 4e qui se qualifie pour cette compétition).

## Les 18 clubs participants
| Club                  | Classement 1972-73 | Stade                          | Capacité | Ville         |
| --------------------- | ------------------ | ------------------------------ | -------- | ------------- |
| AEK Athènes           | 5                  | Stade Olympique                | 71 030   | Athènes       |
| APOEL Nicosie         | Champion de Chypre | Stade GSP                      | 23 400   | Nicosie       |
| Apollon Smyrnis       | Beta Ethniki       | Stade Georgios Kamaras         | 14 200   | Athènes       |
| Aris Salonique        | 9                  | Harilaou Stadion               | 18 308   | Salonique     |
| Egaleo                | 11                 | Stade Stavros Mavrothalassitis | 8 217    | Egaleo        |
| Ethnikos Piraeus      | 6                  | Elliniko Stadium               | 10 800   | Le Pirée      |
| Fostiras FC           | 13                 | Stade de Tavros                | -        | Tavros        |
| Iraklis Thessalonique | 8                  | Stade Kaftantzoglio            | 28 000   | Thessalonique |
| Apollon Kalamarias    | Beta Ethniki       | Stade Apollon                  | 7 000    | Kalamaria     |
| AO Kavala             | 10                 | Stade de Kavala                | 5 000    | Kavala        |
| AEL Larissa           | Beta Ethniki       | Stade Alkazar                  | 13 108   | Larissa       |
| Olympiakos Le Pirée   | 1                  | Stade Karaiskaki               | 33 334   | Le Pirée      |
| Olympiakos Volos      | 12                 | Stade de Volos                 | 29 000   | Volos         |
| Panachaiki            | 4                  | Stade Pampeloponnisiako        | 23 588   | Patras        |
| Panathinaikos         | 3                  | Stade Olympique                | 71 030   | Athènes       |
| Panionios             | 7                  | Stade Nea Smyrnis              | 11 700   | Athènes       |
| Panserraikos FC       | Beta Ethniki       | Stade de Serres                | 9 500    | Serrès        |
| PAOK Salonique        | 2                  | Stade de Toúmba                | 28 701   | Thessalonique |

## Compétition

### Classement
Le barème de points servant à établir le classement, inchangé depuis 1959 se calque à présent sur ce qui se fait dans les principaux championnats européens.

Il se décompose ainsi :
- Victoire : 2 points
- Match nul : 1 point
- Défaite, forfait ou abandon du match  : 0 point

| Rang | Équipe                 | Pts | J  | G  | N  | P  | Bp  | Bc | Diff |
| ---- | ---------------------- | --- | -- | -- | -- | -- | --- | -- | ---- |
| 1    | Olympiakos (T)         | 59  | 34 | 26 | 7  | 1  | 102 | 14 | +88  |
| 2    | Panathinaikos          | 54  | 34 | 24 | 6  | 4  | 76  | 27 | +49  |
| 3    | Aris Salonique         | 48  | 34 | 21 | 6  | 7  | 49  | 29 | +20  |
| 4    | PAOK Salonique (C)     | 43  | 34 | 16 | 11 | 7  | 62  | 32 | +30  |
| 5    | AEK Athènes            | 40  | 34 | 16 | 8  | 10 | 53  | 36 | +17  |
| 6    | Panachaiki             | 38  | 34 | 13 | 12 | 9  | 42  | 37 | +5   |
| 7    | Iraklis Salonique      | 33  | 34 | 10 | 13 | 11 | 40  | 37 | +3   |
| 8    | Panionios              | 33  | 34 | 13 | 7  | 14 | 41  | 44 | -3   |
| 9    | AEL Larissa (P)        | 32  | 34 | 11 | 10 | 13 | 31  | 40 | -9   |
| 10   | Ethnikos Piraeus       | 31  | 34 | 11 | 9  | 14 | 38  | 42 | -4   |
| 11   | Egaleo FC              | 29  | 34 | 11 | 7  | 16 | 28  | 44 | -16  |
| 12   | AO Kavala              | 28  | 34 | 11 | 6  | 17 | 32  | 44 | -12  |
| 13   | APOEL Nicosie (P)      | 27  | 34 | 11 | 5  | 18 | 39  | 48 | -9   |
| 14   | Panserraikos FC        | 27  | 34 | 11 | 5  | 18 | 28  | 54 | -26  |
| 15   | Olympiakos Volos       | 27  | 34 | 9  | 9  | 16 | 28  | 44 | -16  |
| 16   | Fostiras FC            | 23  | 34 | 7  | 9  | 18 | 24  | 63 | -39  |
| 17   | Apollon Smyrnis (P)    | 22  | 34 | 7  | 8  | 19 | 30  | 66 | -36  |
| 18   | Apollon Kalamarias (P) | 18  | 34 | 5  | 8  | 21 | 17  | 59 | -42  |

| Légende : Qualifications et relégations | Légende : Qualifications et relégations                                                                        |
| --------------------------------------- | --- |
|                                         | Coupe d'Europe des Clubs champions 1974-1975                                                                   |
|                                         | Coupe d'Europe des vainqueurs de coupe 1974-1975                                                               |
|                                         | Coupe UEFA 1974-1975                                                                                           |
|                                         | Relégation en Beta Ethniki                                                                                     |
|                                         | (T) : Tenant du titre 1972-1973 (C) : Vainqueurs de la Coupe de Grèce de football (P) : Promus de Beta Ethniki |

### Matchs
| Résultats (▼dom., ►ext.)                                   | AEK | APO | ApS | ApK | Ari | Ega | Eth | Fos  | Ira | Kav | Lar | Oly | OlV | Pch | Pan | Pnn | Pns | PAO |
| AEK Athènes                                                |     | 3-1 | 4-1 | 4-1 | 1-1 | 4-0 | 3-1 | 2-0  | 1-2 | 1-0 | 1-0 | 0-0 | 3-1 | 1-1 | 0-2 | 4-1 | 3-0 | 0-0 |
| APOEL Nicosie                                              | 2-1 |     | 2-1 | 2-0 | 0-1 | 1-0 | 1-0 | 5-1  | 2-1 | 4-1 | 0-0 | 0-1 | 2-0 | 0-2 | 2-2 | 4-1 | 2-1 | 2-3 |
| Apollon Smyrnis                                            | 0-1 | 2-1 |     | 2-0 | 2-4 | 1-0 | 1-1 | 0-0  | 0-0 | 1-1 | 0-1 | 0-4 | 2-0 | 0-0 | 0-1 | 2-6 | 3-0 | 0-1 |
| Apollon Kalamarias                                         | 1-0 | 0-0 | 0-0 |     | 0-0 | 0-0 | 0-2 | 1-1  | 1-0 | 0-1 | 1-1 | 2-3 | 1-0 | 1-1 | 0-2 | 1-0 | 1-0 | 1-2 |
| Aris Salonique                                             | 1-0 | 1-0 | 4-1 | 2-1 |     | 2-0 | 2-1 | 3-0  | 1-0 | 1-0 | 2-0 | 2-4 | 0-0 | 3-0 | 0-2 | 3-1 | 4-2 | 1-0 |
| Egaleo FC                                                  | 2-3 | 1-0 | 0-0 | 3-0 | 1-1 |     | 2-1 | 0-0  | 1-0 | 1-0 | 0-0 | 0-6 | 0-1 | 1-1 | 1-2 | 2-0 | 1-0 | 3-1 |
| Ethnikos Piraeus                                           | 1-2 | 1-0 | 1-0 | 4-1 | 0-0 | 2-2 |     | 4-0  | 2-1 | 3-2 | 1-1 | 1-1 | 3-0 | 1-1 | 0-2 | 0-2 | 0-0 | 0-0 |
| Fostiras FC                                                | 1-4 | 2-0 | 1-0 | 2-0 | 0-2 | 1-0 | 1-2 |      | 1-0 | 0-0 | 3-1 | 1-1 | 0-0 | 1-1 | 2-3 | 0-0 | 2-1 | 1-1 |
| Iraklis Salonique                                          | 1-1 | 3-1 | 4-2 | 2-2 | 0-1 | 0-1 | 0-0 | 3-1  |     | 1-0 | 6-1 | 0-0 | 3-2 | 1-0 | 1-1 | 1-1 | 2-1 | 1-1 |
| AO Kavala                                                  | 1-1 | 2-1 | 1-2 | 2-0 | 0-1 | 1-2 | 2-0 | 1-0  | 1-1 |     | 1-0 | 0-2 | 4-0 | 2-2 | 1-0 | 2-1 | 1-0 | 1-0 |
| AEL Larissa                                                | 2-1 | 1-0 | 3-1 | 2-0 | 2-1 | 1-0 | 1-0 | 1-0  | 1-1 | 0-0 |     | 0-3 | 2-0 | 1-0 | 2-2 | 1-3 | 1-1 | 1-1 |
| Olympiakos                                                 | 4-0 | 3-0 | 8-2 | 5-1 | 4-0 | 5-0 | 2-1 | 11-0 | 3-0 | 4-0 | 2-1 |     | 3-0 | 3-0 | 1-1 | 2-0 | 6-0 | 3-0 |
| Olympiakos Volos                                           | 2-1 | 3-1 | 1-1 | 2-0 | 0-0 | 0-1 | 2-0 | 2-0  | 1-1 | 3-1 | 0-0 | 0-2 |     | 0-1 | 1-0 | 1-0 | 1-1 | 2-2 |
| Panachaiki                                                 | 1-1 | 2-1 | 2-0 | 1-0 | 2-0 | 3-2 | 1-2 | 2-0  | 2-2 | 4-2 | 1-0 | 0-3 | 2-0 |     | 2-3 | 1-0 | 3-0 | 1-1 |
| Panathinaikos                                              | 1-0 | 3-0 | 5-0 | 5-0 | 3-1 | 2-0 | 3-0 | 4-1  | 2-0 | 3-1 | 2-1 | 1-1 | 2-1 | 2-0 |     | 6-2 | 4-0 | 3-2 |
| Panionios                                                  | 1-1 | 1-1 | 2-3 | 1-0 | 2-0 | 1-0 | 0-1 | 2-0  | 0-0 | 2-0 | 1-0 | 0-0 | 3-1 | 2-1 | 1-0 |     | 2-0 | 1-1 |
| Panserraikos FC                                            | 0-1 | 0-0 | 3-0 | 2-0 | 0-3 | 1-0 | 3-1 | 2-1  | 1-0 | 1-0 | 2-1 | 0-2 | 1-0 | 0-0 | 2-1 | 2-1 |     | 1-4 |
| PAOK Salonique                                             | 3-0 | 4-1 | 4-0 | 5-0 | 0-1 | 3-1 | 3-1 | 4-0  | 1-2 | 2-0 | 3-1 | 1-0 | 1-1 | 1-1 | 1-1 | 3-0 | 3-0 |     |
| - Victoire à domicile - Match nul - Victoire à l'extérieur |     |     |     |     |     |     |     |      |     |     |     |     |     |     |     |     |     |     |

### Matchs de barrage
À égalité de points et avec un enjeu de taille (la relégation pour l'une des 3 équipes), l'APOEL Nicosie, l'Olympiakos Volos et Panserraikos FC disputent un tournoi pour déterminer le classement final et l'équipe reléguée. Chacune des trois équipes gagne une rencontre et perd l'autre, c'est donc le goal-average qui permet de classer les 3 formations. Ironie du sort, l'APOEL Nicosie, qui termine premier et assure donc sportivement son maintien, doit finalement se réinscrire dans le championnat national chypriote, à la suite des événements survenus sur l'île en juin 1974 (Pour plus de détails sur le sujet, consulter Histoire de Chypre). Panserraikos, initialement relégué à la suite de sa 15e place est repêché et autorisé à participer à l'Alpha Ethniki la saison prochaine.

#### Pour la13eplace
|  |    | Tournoi pour la 11e place | Pt | J | G | N | D | B.p | B.c |
|  | -- | ------------------------- | -- | - | - | - | - | --- | --- |
|  | 1. | APOEL Nicosie             | 2  | 2 | 1 | 0 | 1 | 6   | 3   |
|  | 2. | Olympiakos Volos          | 2  | 2 | 1 | 0 | 1 | 2   | 2   |
|  | 3. | Panserraikos FC           | 2  | 2 | 1 | 0 | 1 | 2   | 5   |

| Résultats des matchs |       |                  |
| Panserraikos         | 1 - 0 | Olympiakos Volos |
| APOEL Nicosie        | 5 - 1 | Panserraikos     |
| APOEL Nicosie        | 1 - 2 | Olympiakos Volos |

## Bilan de la saison
| Tableau d'Honneur                |                |
| Compétition                      | Vainqueur      |
| Championnat de Grèce de football | Olympiakos     |
| Coupe de Grèce de football       | PAOK Salonique |

| Qualifications européennes 1974-1975             |                              |
| Coupe d'Europe des Clubs champions 1974-1975     | Qualifié                     |
| 1er tour                                         | Olympiakos                   |
| Coupe d'Europe des vainqueurs de Coupe 1974-1975 | Qualifié                     |
| 1er tour                                         | PAOK Salonique               |
| Coupe UEFA 1974-1975                             | Qualifiés                    |
| 1er tour                                         | Panathinaikos Aris Salonique |

| Promotions et relégations |                                                              |
| Relégués en Beta Ethniki  | Fostiras FC Apollon Smyrnis Apollon Kalamarias APOEL Nicosie |
| Promus de Beta Ethniki    | Atromitos FC PAE Kalamata PAS Giannina PAE Kastoria          |

## Statistiques

### Meilleurs buteurs
| # | Buteurs                | Clubs          | Nb de Buts |
| - | ---------------------- | -------------- | ---------- |
| 1 | Antonis Antoniadis     | Panathinaikos  | 26         |
| 2 | Yves Triantafilos      | Olympiakos     | 23         |
| 3 | Michalis Kritikopoulos | Olympiakos     | 19         |
| 4 | Alexis Alexiadis       | Aris Salonique | 17         |
| 5 | Aslanidis              | PAOK Salonique | 16         |
| 6 | Tasos Konstantinou     | AEK Athènes    | 14         |